# 泰伯
泰伯（？—？），一作太伯，姬姓，是周太王（古公亶父）长子，因为太王第三子季歷的儿子昌有“圣瑞”，所以太王希望以季歷为继承人，然後傳位給昌。於是作为季歷的兄弟泰伯與仲雍不忍发生王位争夺而同避居今无锡东南六十里之梅里，紋身斷髮，以示不可用。
泰伯將中原當時農業等先進科技帶至當時尚未開發的江南地區，故此土著崇尚泰伯的道義和對當地的貢獻，歸附者千餘家，並且奉立泰伯為當地的君主，於前1096年自號句吳。泰伯死后无子，仲雍继立。
吳國亡國後，仲雍的一些子孫入海，有一些观点认为是邪馬台國倭人的始祖，但并没有獲历史学界广泛接受。中巖圓月與林羅山也認為神武天皇是他後人。

## 紀念
- 泰伯墓：為泰伯的墓葬處，位於江蘇無錫。
- 泰伯庙 (无锡)：位於江蘇無錫，為紀念泰伯，吳國歷代君主和功臣所建。
- 泰伯庙 (苏州)：位于江蘇蘇州阊门内下塘。
- 泰伯庙 (庆阳)：位于甘肃省庆阳市庆城县太白梁乡大平村。
- 鹿兒島神宮：配祀吳太伯。
- 全臺吳姓大宗祠 :位於台南市中西區。

## 影響
- 吴语
- 吳越民系

| 前任： — | 句吴君主 | 繼任： 仲雍 |